# Sara Giraudeau
Sara Giraudeau (Boulogne-Billancourt, 1 de agosto de 1985) es una actriz francesa de cine, teatro y televisión.

## Biografía
Hija de los actores Bernard Giraudeau y Anny Duperey, hizo su primera aparición en pantalla con solo diez años en la película Les caprices d'un fleuve, dirigida por su padre. En 2018 ganó el Premio César a la mejor actriz de reparto por su papel en Petit Paysan.
En televisión, es más conocida por interpretar a Marina Loiseau en la serie The Bureau, emitida en Canal+ de 2015 a 2020. Debutó en el teatro con Los monólogos de la vagina en 2005. En el ámbito teatral, ganó el Premio Molière a la mejor actriz revelación y el Premio Raimu en la misma categoría en 2007 por La Valse des pingouins. También obtuvo el Molière a la mejor actriz por Le Syndrome de l'oiseau en 2023.

## Teatro
| Año     | Título                  | Autor(a)              | Director(a)                   |
| ------- | ----------------------- | --------------------- | ----------------------------- |
| 2005    | The Vagina Monologues   | Eve Ensler            | Isabelle Rattier              |
| 2007    | La Valse des pingouins  | Patrick Haudecœur     | Jacques Décombe               |
| 2008    | Sentimental Tectonics   | Éric-Emmanuel Schmitt | Éric-Emmanuel Schmitt         |
| 2009-10 | Twelfth Night           | William Shakespeare   | Nicolas Briançon              |
| 2010-11 | Colombe                 | Jean Anouilh          | Michel Fagadau                |
| 2012    | The Lark                | Jean Anouilh          | Christophe Lidon              |
| 2013-14 | Zelda & Scott           | Renaud Meyer          | Renaud Meyer                  |
| 2016    | L'envol                 | Pierre Tré-Hardy      | Thierry Harcourt              |
| 2022-24 | Le Syndrome de l'oiseau | Pierre Tré-Hardy      | Sara Giraudeau & Renaud Meyer |

## Filmografía
| Año     | Título                              | Papel                   | Director(a)                        | Notas         |
| ------- | ----------------------------------- | ----------------------- | ---------------------------------- | ------------- |
| 1996    | Les caprices d'un fleuve            | Jovencita               | Bernard Giraudeau                  |               |
| 2008    | Marie et Madeleine                  | Josy                    | Joyce Buñuel                       | Telefilme     |
| 2008    | Les poissons marteaux               | Ella                    | André Chandelle                    | Telefilme     |
| 2009    | L'évasion                           | Julia                   | Laurence Katrian                   | Telefilme     |
| 2010    | Imogène McCarthery                  | Nancy Nankett           | Alexandre Charlot & Franck Magnier |               |
| 2010    | Mémoires d'une jeune fille dérangée | Lola                    | Keren Marciano                     | Cortometraje  |
| 2010    | Le Roi, l'Écureuil et la Couleuvre  | Marie-Madeleine Fouquet | Laurent Heynemann                  | 2 episodios   |
| 2013    | Denis                               | Nathalie                | Lionel Bailliu                     |               |
| 2013    | Boule & Bill                        | Caroline                | Alexandre Charlot & Franck Magnier |               |
| 2014    | Beauty and the Beast                | Clotilde                | Christophe Gans                    |               |
| 2015    | Les Bêtises                         | Sonia                   | Alice & Rose Philippon             |               |
| 2015    | Rosalie Blum                        | Cécile                  | Julien Rappeneau                   |               |
| 2015    | Les fusillés                        | Marguerite              | Philippe Triboit                   | Telefilme     |
| 2015-20 | The Bureau                          | Marina Loiseau          | Éric Rochant, Samuel Collardey     | 43 episodios  |
| 2016    | Vendeur                             | Chloé                   | Sylvain Desclous                   |               |
| 2016    | Daddy or Mommy 2                    | Bénédicte               | Martin Bourboulon                  |               |
| 2017    | Petit Paysan                        | Pascale Chavanges       | Hubert Charuel                     |               |
| 2017    | Et mon coeur transparent            | Marie-Marie             | David & Raphaël Vital-Durand       |               |
| 2018-20 | 50 nuances de Grecs                 | Métis / Arachnée        | Mathieu Signolet                   | 5 episodios   |
| 2019    | Les envoûtés                        | Coline                  | Pascal Bonitzer                    |               |
| 2019    | The Translators                     | Rose-Marie Houeix       | Régis Roinsard                     |               |
| 2019    | Calls                               | Anne Larcher            | Timothée Hochet                    | 1 episodio    |
| 2019    | Criminal: France                    | Émilie Weber            | Frédéric Mermoud                   | 1 episodio    |
| 2020    | The Speech                          | Sonia                   | Laurent Tirard                     |               |
| 2020    | Médecin de nuit                     | Sofia                   | Elie Wajeman                       |               |
| 2020    | Particules Fines                    | Delphine                | Anne-Claire Jaulin                 | Cortometraje  |
| 2020    | Si tu vois ma mère                  | Ohiana                  | Nathanaël Guedj                    | Telefilme     |
| 2021    | Adiós, señor Haffmann               | Blanche Mercier         | Fred Cavayé                        |               |
| 2021    | Borderline                          | Catherine               | Julien Boisselier, Simon Hubert    | Cortometraje  |
| 2022    | The Sixth Child                     | Anna                    | Léopold Legrand                    |               |
| 2022    | La page blanche                     | Eloïse Leroy            | Murielle Magellan                  |               |
| 2023    | Bernadette                          | Claude Chirac           | Léa Domenach                       |               |
| 2023    | Tout va bien                        | Marion Lafarge          | Audrey Estrougo, Xavier Legrand    | 8 episodios   |
| 2024    | La historia de Jim                  | Olivia                  | Arnaud, Jean-Marie Larrieu         |               |
| TBA     | On the Edge                         |                         | Reda Kateb                         | Preproducción |